# Muscle temporal
Le muscle temporal (ou muscle crotaphyte) est un muscle masticateur de l'appareil manducateur.

## Origine
Le muscle temporal nait sur
- l'os frontal,
- l'écaille de l'os temporal,
- la fosse temporale de l'os pariétal
- la grande aile de l'os sphénoïde,
- l'os zygomatique

## Trajet
Le muscle temporal se dirige surtout vers le bas pour les fibres antérieures du muscle et pour les fibres les plus postérieures vers le bas et l'avant.

## Insertion
Le muscle temporal se termine en bas sur le bord antérieur et l'apex du processus coronoïde de la mandibule et sur la fosse rétromolaire.

## Innervation et vascularisation
Ce muscle est sous la commande des rameaux temporaux profonds du nerf mandibulaire précisément le nerf temporal profond (branche du V3).
Le muscle temporal est vascularisé par les artères temporales profondes, issues du second segment de l'artère maxillaire.

## Action
Son action consiste à attirer la mandibule vers le haut et l'arrière en refermant la mâchoire.
Des insertions postérieures au niveau du disque articulaire de l'articulation temporo-mandibulaire permettent un ajustement de la position du disque lors des mouvements mandibulaires.

## Rapports
Ce muscle sert de point de repère aux paléontologues lors de la découverte de fossiles. Son développement informe sur la façon dont se nourrissaient les hommes, et donc permet de situer plus ou moins le fossile dans l'hominisation. En effet moins ce muscle est développé (autrement dit moins volumineux), plus le fossile est évolué.

## Le muscle sphéno-mandibulaire
Le muscle sphéno-mandibulaire est un muscle qui s'attache au sphénoïde et à la mandibule,. C'est un muscle masticateur.  Contrairement à la plupart des muscles du corps humain, qui ont été catégorisés il y a plusieurs siècles, le muscle sphéno-mandibulaire a été mis en évidence au milieu des années 1990 à l'Université du Maryland à Baltimore et les résultats ont été publiés en 1996. Le muscle sphéno-mandibulaire est considéré par de nombreuses sources comme faisant partie du muscle temporal plutôt que comme un muscle distinct,.